# Navalha na Carne
Navalha na Carne es una obra teatral de Plínio Marcos.

## Historia
Fue estrenada en el teatro por primera vez en São Paulo en 1967, con Walmor Chagas y Cacilda Becker, aunque se haría más famosa a partir del montaje carioca, dirigido ese mismo año por Fauzi Arap y con Tônia Carrero en el elenco.
Esta obra fue posteriormente censurada por la dictadura militar brasileña, no pudiendo volver a ser representada durante trece años.
Navalha na Carne tuvo una versión cinematográfica, protagonizada por Vera Fischer, que recibió muchas críticas por parte de especialistas tanto de teatro como de cine por ser una deformación de la obra original.
Su último montaje comercial en el teatro tuvo lugar en el año 2006 en Florianópolis, bajo la dirección de Fernando Schweitzer.

## Sinopsis
Navalha na Carne trata la historia de tres personajes en la habitación de un burdel: la prostituta Neusa Sueli, el chulo Vado y el homosexual Veludo, quienes hablan de sus vidas y exponen su marginalidad.